# Amir Sarkhosh
Amir Sarkhosh (persisch اامیرسر; * 30. Mai 1991) ist ein iranischer Snookerspieler aus Karadsch, der dreimal die Snooker-Asienmeisterschaft gewinnen konnte. Dazu stand er dreimal im Finale der Amateurweltmeisterschaft. 2024 qualifizierte er sich für die World Snooker Tour der Profispieler.

## Karriere
Ab 2004 nahm Sarkhosh regelmäßig an internationalen Turnieren teil, zunächst nur mit verhaltenem Erfolg. 2008 erreichte er erstmals die Hauptrunde der Amateurweltmeisterschaft sowie das Viertelfinale der U21-Asienmeisterschaft. Bis 2012 folgten zwei weitere Viertelfinalteilnahmen bei internationalen U21-Meisterschaften. 2013 gelang ihm bei der Asienmeisterschaft im Six-Red-Snooker der Einzug ins Endspiel, das er allerdings gegen Muhammad Asif verlor. Daraufhin erhielt er eine Einladung zum Six-Red-Snooker-Turnier der Herren bei den Asian Indoor & Martial Arts Games 2013. Dort konnte er ebenfalls das Finale erreichen, verlor aber erneut, diesmal gegen Xiao Guodong. Nichtsdestotrotz gewann er so eine Silbermedaille. Im Jahr darauf kam er bei der 6-Red-Asienmeisterschaft erneut ins Endspiel und konnte gegen Boonyarit Keattikun seinen ersten internationalen Titel gewinnen. Durch das gute Abschneiden bei diesen Turnieren wurde er zu den Ausgaben 2013 und 2014 der professionellen 6-Red World Championship eingeladen, wo er jeweils in der Gruppenphase ausschied. Nur wenige Tage nach seinem Erfolg bei der 6-Red-Asienmeisterschaft konnte er gemeinsam mit Ehsan Heydari Nezhad auch das Finale des im Anschluss ausgetragenen Team-Turniers erreichen. Die beiden verloren jedoch gegen das indische Team um Alok Kumar, Brijesh Damani und Manan Chandra.
Beflügelt durch diese ersten Erfolge konnte Sarkhosh danach seine Form verbessern. Bei internationalen Turnieren erreichte er nun immer die Hauptrunde. Weitere Achtungserfolge gelangen ihm mit einer Viertelfinalteilnahme bei der Amateurweltmeisterschaft 2014 und Halbfinalteilnahmen bei den Asienmeisterschaften 2013 und 2016. Während dieser Zeit erzielte er seine besten Ergebnisse bei Mannschaftsturnieren. Gemeinsam mit Soheil Vahedi konnte er 2015 und 2016 die Team-Asienmeisterschaft und ebenfalls 2016 den IBSF World Team Cup gewinnen, nachdem sie dort 2013 bereits den zweiten Platz belegt hatten. Anschließend konnten die beiden bei den Asian Indoor & Martial Arts Games 2017 zusammen mit Hossein Vafaei eine Gold-Medaille im Snooker-Team-Wettbewerb erringen. Nur wenige Monate später erreichte er das Finale der Amateurweltmeisterschaft, verlor allerdings gegen Pankaj Advani. Einen weiteren Titelgewinn konnte er allerdings Anfang 2018 feiern, als er mit einem Sieg über seinen Landsmann Ali Gharaghouzlo die Asienmeisterschaft für sich entschied. Er war damit der erste iranische Sieger bei der Snooker-Asienmeisterschaft.
Auch in den folgenden Jahren nahm Sarkhosh hin und wieder an den internationalen Meisterschaften teil, wobei ihm 2019 bei der 6-Red-Asienmeisterschaft ein erneuter Turniersieg gelang. Die Anzahl der Teilnahmen sank aber ein wenig in Vergleich zu den Vorjahren. Das mag zu großen Teilen allerdings durch die COVID-19-Pandemie begründbar sein, die ab 2020 den Spielbetrieb im Amateursnooker deutlich einschränkte. Gleichzeitig stand die Zeit im Zeichen von Sarkhoshs erfolglosen Bemühungen, sich über die Q School 2019, die Challenge Tour 2019/20 und die Q School 2021 für die professionelle World Snooker Tour zu qualifizieren. Als ab Mitte 2021 das Amateursnooker nach und nach wieder in den Spielbetrieb zurückkehrte, widmete Sarkhosh sich diesem wieder mit voller Konzentration. Direkt beim ersten Turnier, der Asienmeisterschaft 2021, erreichte er das Finale, verlor allerdings gegen Pankaj Advani, dem er auch wenig später im Halbfinale der asiatischen Six-Red-Meisterschaft unterlag. Im März 2022 stand er im Finale der nachträglich ausgetragenen Amateurweltmeisterschaft 2021, verlor allerdings auch hier, diesmal gegen Ahsan Ramzan. Immerhin erhielt er so die Startberechtigung für die World Games 2022, trat letztlich aber nicht an. Erst wenige Tage später bei der Asienmeisterschaft gewann er wieder einen großen internationalen Titel, als er im Finale Ishpreet Singh besiegen konnte. Noch im selben Jahr erreichte er erneut die Endspiele der 6-Red-Asienmeisterschaft und der Amateurweltmeisterschaft, die er gegen seinen Landsmann Siyavosh Mozayani beziehungsweise den malaysischen Meister Lim Kok Leong verlor. Im nächsten Jahr gewann er bei der Asienmeisterschaft seinen dritten Titel und zog damit mit Rekordsieger James Wattana gleich. Wenige Monate später konnte er auch die 6-Red-Asienmeisterschaft zum dritten Mal für sich entscheiden.
In der Saison 2023/24 nahm er an der Q Tour Middle East teil, einer Qualifikationsserie für die Snooker-Profitour. Er gewann zwei der drei Turniere in Abu Dhabi und erreichte die Play-offs. Durch Siege über die Ex-Profis Harvey Chandler, Steven Hallworth und Iulian Boiko sicherte er sich die Startberechtigung für die Spielzeiten 2024/25 und 2025/26. Sein erstes Match als Profi beim Xi’an Grand Prix 2024 gewann er gegen den Amateur Joshua Thomond. Beim Saudi Arabia Masters gewann er gegen Manasawin Phetmalaikul und Ross Muir und erreichte Runde 3. Danach folgten aber erst einmal drei Auftaktniederlagen in Folge. Im weiteren Saisonverlauf gelangen ihm zwar regelmäßig weitere Siege, über die zweite Runde kam er aber nicht mehr hinaus. Zum Erreichen der Top 64 und damit zum Tourverbleib waren damit im zweiten Jahr größere Erfolge notwendig.
Sarkhosh lebt in Karadsch.

## Erfolge
Einzel
| Ausgang         | Jahr | Turnier                                                    | Finalgegner         | Ergebnis |
| --------------- | ---- | ---------------------------------------------------------- | ------------------- | -------- |
| Amateurturniere |      |                                                            |                     |          |
| Zweiter         | 2013 | ACBS-6-Red-Snooker-Asienmeisterschaft                      | Muhammad Asif       | 4:7      |
| Zweiter         | 2013 | Asian Indoor & Martial Arts Games – Six-Red-Snooker Herren | Xiao Guodong        | 4:5      |
| Sieger          | 2014 | ACBS-6-Red-Snooker-Asienmeisterschaft                      | Boonyarit Keattikun | 7:6      |
| Zweiter         | 2017 | IBSF-Snookerweltmeisterschaft                              | Pankaj Advani       | 2:8      |
| Sieger          | 2018 | ACBS-Snookerasienmeisterschaft                             | Ali Gharaghouzlo    | 6:1      |
| Sieger          | 2019 | ACBS-6-Red-Snooker-Asienmeisterschaft                      | Babar Masih         | 7:4      |
| Zweiter         | 2021 | ACBS-Snookerasienmeisterschaft                             | Pankaj Advani       | 3:6      |
| Zweiter         | 2022 | IBSF-Snookerweltmeisterschaft (Anm. 1)                     | Ahsan Ramzan        | 5:6      |
| Sieger          | 2022 | ACBS-Snookerasienmeisterschaft                             | Ishpreet Singh      | 5:0      |
| Zweiter         | 2022 | ACBS-6-Red-Snooker-Asienmeisterschaft                      | Siyavosh Mozayani   | 4:5      |
| Zweiter         | 2022 | IBSF-Snookerweltmeisterschaft                              | Lim Kok Leong       | 0:5      |
| Sieger          | 2023 | ACBS-Snookerasienmeisterschaft                             | Thor Chuan Leong    | 5:1      |
| Sieger          | 2023 | ACBS-6-Red-Snooker-Asienmeisterschaft                      | Chau Hon Man        | 6:2      |
| Zweiter         | 2025 | ACBS-Snookerasienmeisterschaft                             | Pankaj Advani       | 1:4      |

Mannschaft
| Ausgang | Jahr | Turnier                              | Teampartner                  | Gegner im Finale                            | Endstand |
| ------- | ---- | ------------------------------------ | ---------------------------- | ------------------------------------------- | -------- |
| Zweiter | 2013 | ACBS-Team-Snooker-Asienmeisterschaft | Ehsan Heydari Nezhad         | Alok Kumar Brijesh Damani Manan Chandra     | 0:3      |
| Zweiter | 2013 | IBSF World Team Cup                  | Soheil Vahedi                | Muhammad Asif Muhammad Sajjad               | 3:5      |
| Sieger  | 2015 | ACBS-Team-Snooker-Asienmeisterschaft | Soheil Vahedi                | Ali Gharaghouzlo Ehsan Heydari Nezhad       | 3:0      |
| Sieger  | 2016 | ACBS-Team-Snooker-Asienmeisterschaft | Soheil Vahedi                | Aditya Mehta Manan Chandra                  | 3:2      |
| Sieger  | 2016 | IBSF World Team Cup                  | Soheil Vahedi                | Chen Zifan Yuan Sijun                       | 5:2      |
| Sieger  | 2017 | Asian IMA Games                      | Hossein Vafaei Soheil Vahedi | Ahmed Saif Ali Al Obaidli Khamis al Obaidli | 3:0      |